# Gmelina
- Commons
- Wikispecies

Gmelina L. é um gênero botânico da família Lamiaceae

## Espécies
Gmelina annamensis Gmelina arborea Gmelina asiatica
Gmelina attenuata Gmelina balansae Gmelina brassii
Gmelina chinensis Gmelina coromandelina Gmelina dalrympleana
Gmelina delavayana Gmelina elliptica Gmelina evoluta
Gmelina fasciculiflora Gmelina finlaysoniana Gmelina glandulosa
Gmelina hainanensis Gmelina hystrix Gmelina indica
Gmelina inermis Gmelina integrifolia Gmelina javanica
Gmelina lecomtei Gmelina ledermanni Gmelina leichardtii
Gmelina leichhardtii Gmelina lepidota Gmelina lignum
Gmelina lobata Gmelina macrophylla Gmelina misoolensis
Gmelina moluccana Gmelina montana Gmelina neocaledonica
Gmelina oblongifolia Gmelina palawensis Gmelina paniculata
Gmelina papuana Gmelina parviflora Gmelina parvifolia
Gmelina philippensis Gmelina racemosa Gmelina rheedii
Gmelina salomonensis Gmelina schlechteri Gmelina sessilis
Gmelina siamica Gmelina sinuata Gmelina smithii
Gmelina speciosa Gmelina speciosissima Gmelina szechwanensis
Gmelina tacabushia Gmelina tomentosa Gmelina tonkinensis
Gmelina uniflora Gmelina vestita Gmelina villosa
Gmelina vitiensis
- «Lista completa»

## Classificação do gênero
| Sistema | Classificação                        | Referência               |
| ------- | ------------------------------------ | ------------------------ |
| Linné   | Classe Didynamia, ordem Angiospermia | Species plantarum (1753) |